# Sherira Gaon
El Rabí Sherira Gaon (en hebreu: רב שרירא גאון) va viure al voltant dels anys 906-1006, va ser un rabí i un prominent filòsof jueu. Va ser el cap de l'acadèmia talmúdica de Pumbedita en el Segle X. El seu treball principal va ser l'Epístola de Sherira Gaon, una història resumida sobre l'origen del Talmud. Va ser un dels savis Gueonim més coneguts del seu temps, i va ser el pare de Hai ben Sherira Gaon (1038), el darrer dels grans erudits babilònics. Hai ben Sherira Gaon, esmenta que els estudiants jueus de la ciutat de Constantinoble estaven a Babilònia. La raó d'això va ser que a l'Imperi Romà d'Orient en aquell temps va haver-hi un renaixement de l'idioma hebreu i del judaisme rabínic.

## Epístola de Sherira Gaon
L'Epístola de Sherira Gaon de l'any 987, es va escriure en hebreu i va respondre a una pregunta d'una comunitat de la ciutat de Kairuan, un indret que es troba avui a Tunísia. En la carta, s'explica la història de la Mixnà i el Talmud. La carta també ofereix informació biogràfica i genealògica sobre els erudits talmúdics. Mentre que savis com Saadia Gaon van combinar l'estudi de la Mixnà i la Torà juntament amb l'estudi de la lògica, Sherira Gaon va basar els seus ensenyaments en la Mesorah, la tradició rabínica i talmúdica. Això va ser necessari perquè els jueus caraïtes de Tunísia rebutjaven la Mixnà.
Les cartes de responsa rabínica també van ser una font de finances, de les quals també van viure els savis Gueonim. A causa de l'atomització i a la descentralització de les comunitats jueves del galut, la diàspora jueva, els Gueonim van esdevenir consellers, amb els quals els altres jueus podien resoldre els seus problemes i respondre a qüestions legals.
La carta va ser escrita en dues versions. La versió francesa va ser escrita en arameu, i es considera la versió més original. La versió espanyola conté més textos en hebreu. Les dues versions afirmen que l'autor i l'editor de la Mixnà va ser el Rabí Yehudà ha-Nassí, (El Príncep).
El valor del text radica que és una de les poques fonts històriques fiables del període primerenc del judaisme rabínic, juntament amb les obres dels savis Tanaim i Amoraim, i el material que es troba repartit en les dues versions del Talmud.